# 卡尔皮奥
卡尔皮奥，是西班牙卡斯蒂利亚-莱昂巴利亚多利德省的一个市镇。总面积57平方公里，2001年普查人口總數為1181人，人口密度為每平方公里21人。